# Why Should I Be Sad
"Why Should I Be Sad" (em português: "Por Que Eu Deveria Estar Triste") é uma canção de Britney Spears, gravada para o seu quinto álbum de estúdio Blackout de 2007. É a última faixa do disco e foi produzida por The Neptunes (Pharrell Williams e Chad Hugo). Pharrell também é o responsável pela letra e pelos backing vocals. A dupla já havia trabalhado com a cantora nos singles "I'm A Slave 4 U" e "Boys" e também nas demos não aproveitadas "My Big Secret" (não divulgada), "Hooked On" (faixa para o Blackout, conhecida também como "Sugarfall")  e "Baby Can't You See" (faixa não divulgada, que estaria no álbum Britney e primeira balada que eles produziram).
"Why Should I Be Sad" é uma das mais pessoais de Britney, pois fala sobre o fim do seu casamento com Kevin Federline, uma época em que a cantora estava passando por muitos problemas.

## Informações
A demo de "Why Should I Be Sad", que tinha como nome Stupid Things vazou na internet, junto com outras músicas, quase um mês antes do lançamento do álbum.. Apesar de não ser uma balada, é talvez a música lenta do disco. Sua letra começa com Britney falando sobre o início do relacionamento com Kevin, quando não havia problemas. Logo em seguida vem o refrão, no qual Britney se pergunta a razão da sua tristeza. Decidindo seguir em frente e ter um momento só para si mesma, o refrão acaba. Na segunda parte da música, Britney expõe os luxos que ofereceu à Kevin e o erro por ter feito isso. O refrão retorna e depois Britney, já se despedindo, fala que um segredo entre eles será mantido e que os filhos do casal terão uma boa educação.
Pharrell Williams, compositor da faixa, falou à MTV sobre a canção e sobre o momento que Britney estava passando: "Ela está passando por muita coisa que as pessoas não reconhecem. Você precisa entender que ela era uma estrela mirim e ela seguiu um caminho mais longo que a maioria não consegue seguir. Você tem que entender a pressão. Sua gravação é legal, mas você deve dar a ela uma segunda chance para ela colocar as coisas no lugar. Você está vendo um reality show que ninguém está produzindo, que ninguém está dirigindo e isso é um problema."
| “ | No final das contas ela é uma pessoa doce. Ela só tomou algumas decisões que nenhum de nós necessariamente concordamos, mas tente ter aquela idade e viver sobre aquela pressão. Eu desejo o bem pra ela. Eu rezo por ela. Espero que ela passe bem por toda essa loucura. | ” |

## Créditos
Composta por: Pharrell Williams

Produzida: The Neptunes

Gravada: Brian Garten

Mixada por: Supa Engineer Duro

Vocal principal: Britney Spears

Backing Vocals: Pharrell Williams